# Kathedrale von Bourges

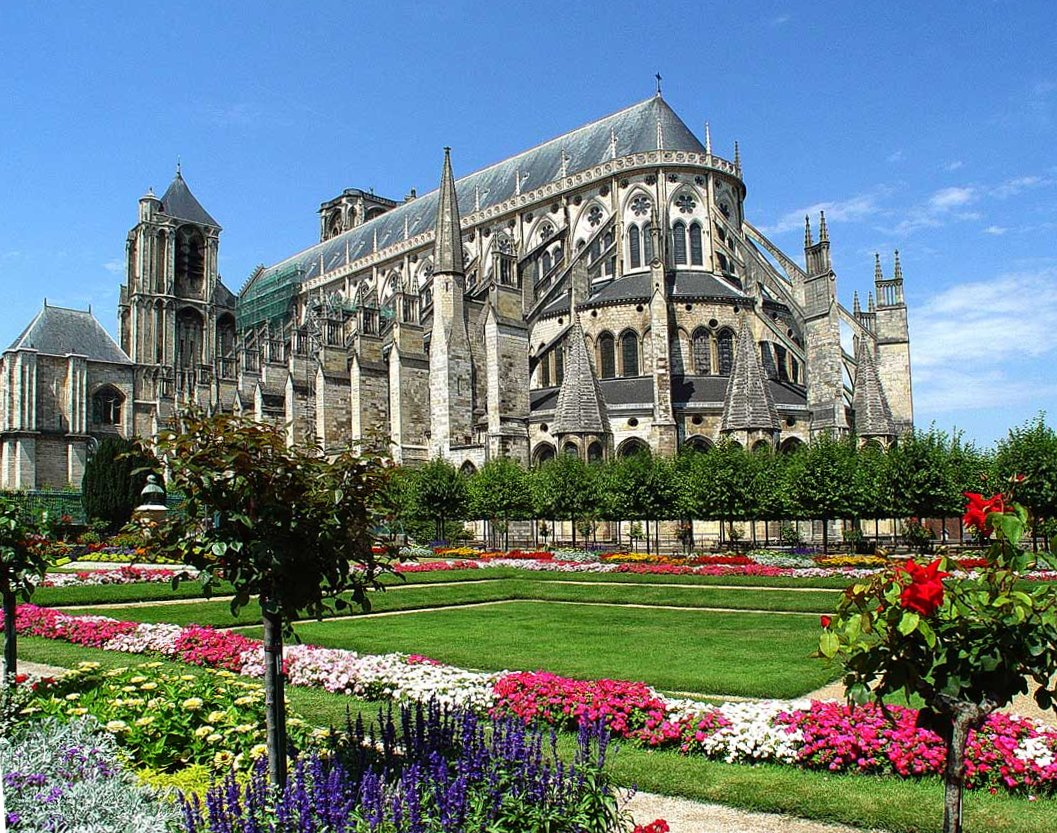
Kathedrale ohne Querhaus – Saint-Étienne de Bourges

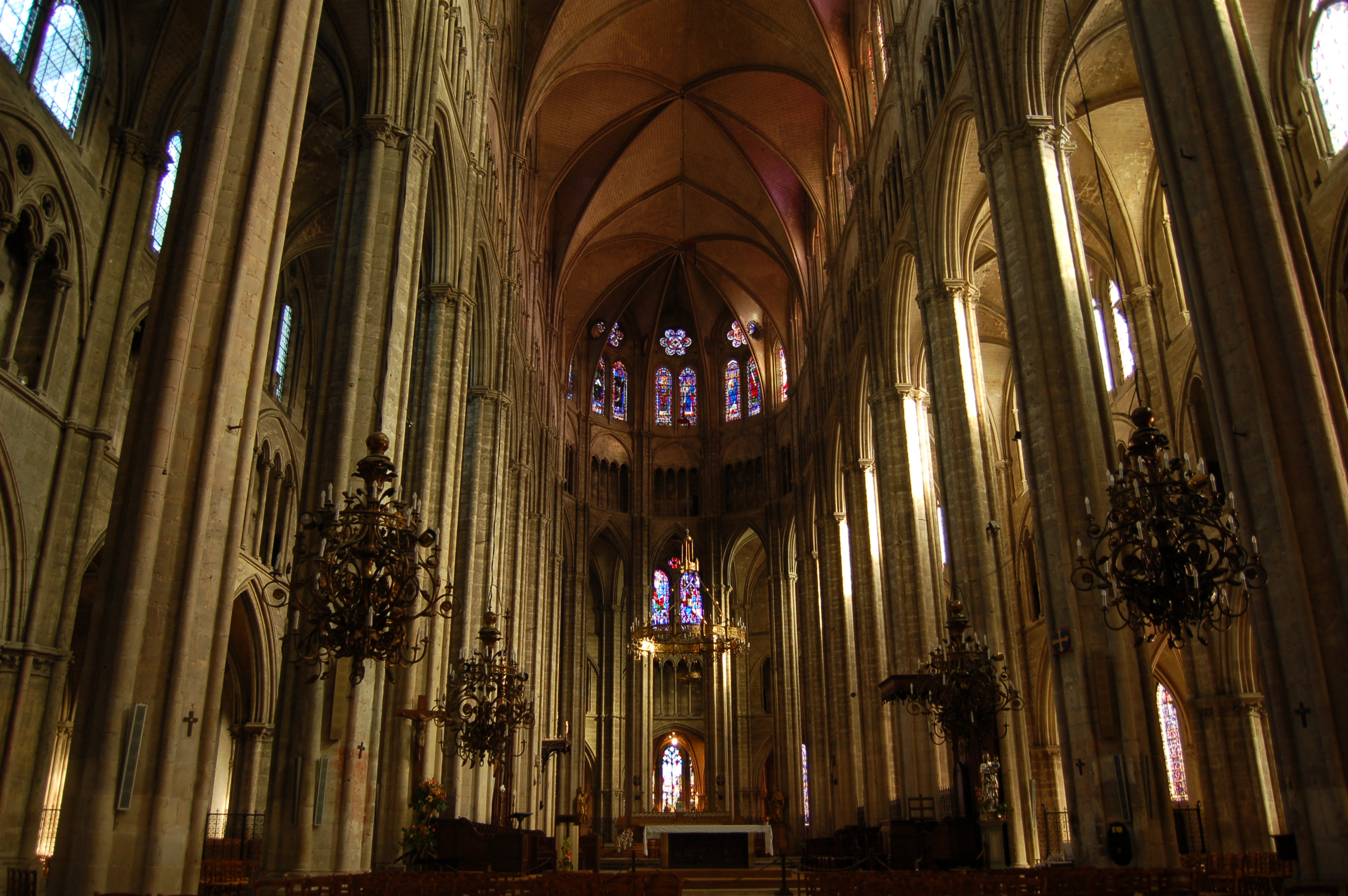
Innenansicht

Die Kathedrale Saint-Étienne im französischen Bourges ist ein gotischer Sakralbau, der das Patrozinium des heiligen Stephanus (franz. Saint-Étienne) trägt. Sie ist Kathedralkirche des römisch-katholischen Erzbistums Bourges. Die Kirche wurde als Kulturdenkmal im Jahr 1862 zum Monument historique klassifiziert und steht als solches unter Denkmalschutz. 

## Lage und Bedeutung
Die Kathedrale liegt im südöstlichen Teil der Altstadt von Bourges; südlich von ihr steht das Rathaus, und der Stadtpark Jardins de L’Archevêché grenzt unmittelbar an.
Die Kathedrale von Bourges stellt an der Schwelle zur Hochgotik eine Reihe von Neuerungen in den gotischen Zusammenhang und steht so in der ganzen Baugeschichte einzigartig da. Das gotische Bauwerk gehört seit 1992 dem UNESCO-Weltkulturerbe an. Es verfügt – untypisch für eine Kirche dieser Größe – über kein Querschiff. Ungewöhnlich sind auch seine höhengestaffelten Seitenschiffe. Ebenfalls untypisch für gotische Kathedralen ist das Vorhandensein einer Krypta. In ihr befindet sich der Sarg des Herzogs Jean de Berry. Mit ihren glaslosen Triforien gehört diese Kathedrale zum Gothique classique.

## Geschichte

### Baugeschichte

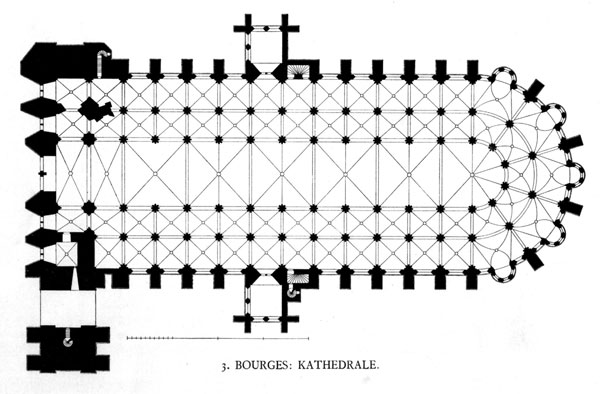
Grundriss der Kathedrale von Bourges

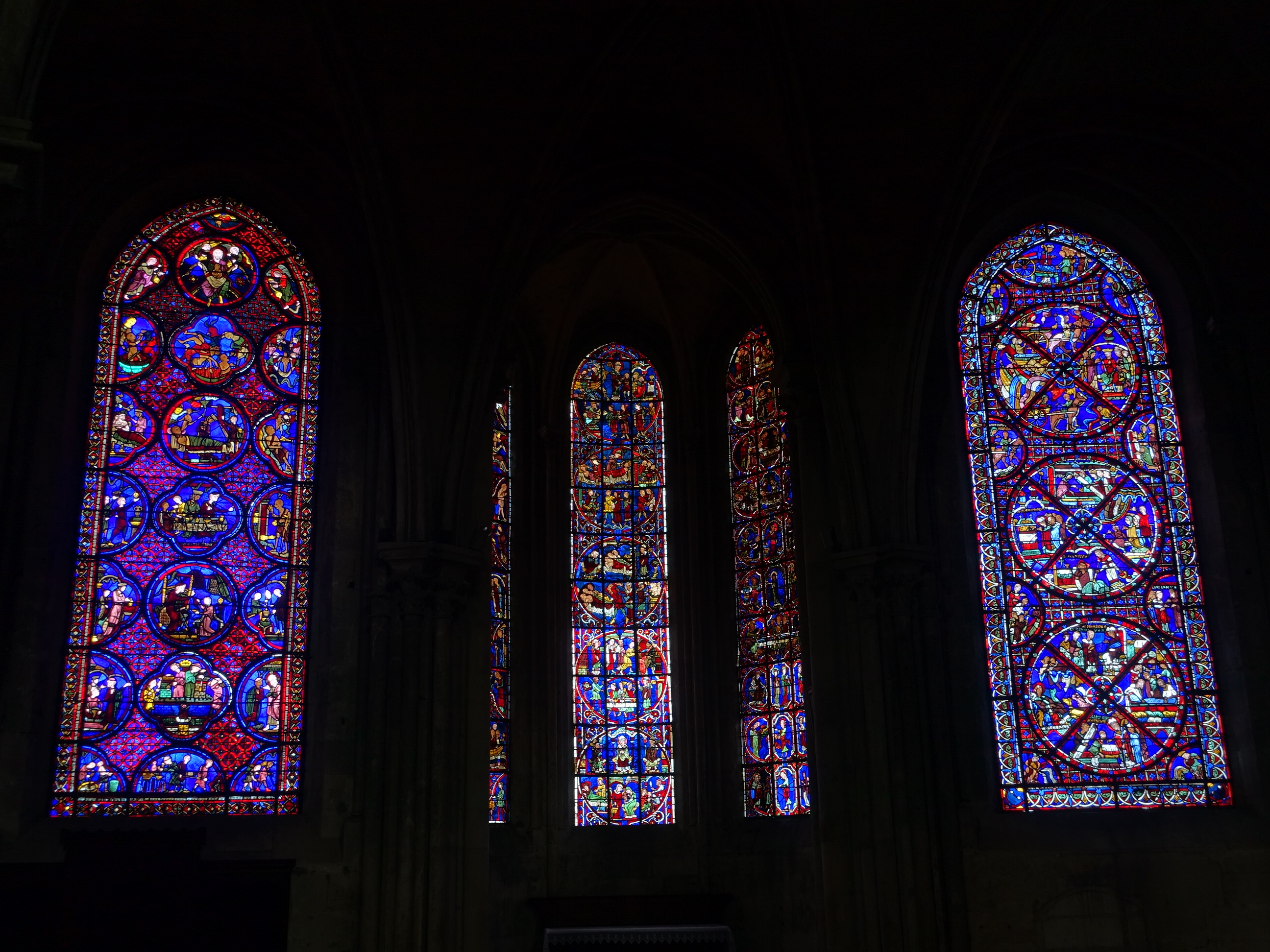
Fenster des Chorumgangs

Der exakte Baubeginn der Kathedrale von Bourges ist unbekannt. Allerdings ist überliefert, dass Erzbischof Henri de Sully (1183–1199) im Jahr 1195 eine beträchtliche Summe der Kirchengemeinde vermachte, daher gilt dieses Jahr als das Gründungsdatum der Kirche. Sein Entschluss war es, die Kathedrale neu bauen zu lassen. Mit dem Bau der Apsis und dem Ausgraben des gallisch-römischen Festungswalls wurde begonnen. König Philipp II. August gab diesen Entscheid frei. Henri de Sully ließ unter anderem die Gerichtsgebühren dem Bauvorhaben zukommen und schickte Helfer in das Gebiet der kirchlichen Provinz, um Spenden zu sammeln.
Weil der Grundriss und das Gewölbe gewisse Parallelen zur Notre Dame de Paris zeigen, glaubte man ursprünglich, der Bauleiter sei aus Paris hinzugezogen worden. Das Fehlen eines Querschiffes im Kirchenbau von Bourges sowie völlig unterschiedliche Aufrisse stellen diese Annahme in Zweifel. Es wird nun davon ausgegangen, dass der Bauleiter aus der Île-de-France in Nordfrankreich stammt.
Im Januar 1209 wurde der Bau des Chors begonnen, der 1214 fertiggestellt wurde. Ein Jahr später war der Rohbau des Altarraums vollendet, und die Arbeiten an den hohen Fenstern begannen. Wegen technischer und finanzieller Schwierigkeiten stockte der Bau unter dem Pontifikat von Simon de Sully (1218–1236) etwa zehn Jahre lang. 1225 nahm man die Arbeiten am Bau wieder auf, die Verschuldung konnte erst 1250 beendet werden. Zu diesem Zeitpunkt wurde das Langhaus ganz sowie die Hauptfassade teilweise fertiggestellt, und die beiden Kirchtürme waren etwa auf Höhe mit den größten Gewölben. 1259 brach ein Brand aus, der zum Absenken der Türme aufgrund zu schwacher Fundamente führte. Daher verzichtete man darauf, die beiden Türme höher zu bauen. Der lange Zeit unvollendete Bau trug 1313 Anzeichen von Einsturzgefährdung. Wettereinflüsse und Sickerwasser beschädigten den Südturm so massiv, dass König Philipp IV. der Schöne mit einer Schenkung von 40 Pfund das Bauwerk befestigen ließ und damit den Einsturz der Gewölbe verhinderte. Die Kathedrale wurde 1324 von Erzbischof Guillaume de Brosse geweiht. Im 14. Jahrhundert ließ der Herzog Jean de Berry durch den Architekten Guy de Dammartin die Hauptfassade vollenden und die großen Fenster ergänzen. Am 31. Dezember 1506 stürzten der Nordturm und das anschließende Gewölbe ein. Architekt Guillaume Pelvoysin behob 30 Jahre später diesen Schaden. Der neue Turm wurde im Flamboyantstil mit 65 Metern größer und höher als der „taube“ Südturm.
1565 besetzten bewaffnete Hugenotten die Stadt und verwüsteten die Kirche. Sie zerschlugen die Apostelstatuen des Hauptportals und versuchten, wenn auch vergeblich, die Kathedrale in Brand zu setzen. Im 18. Jahrhundert wurde der Chor von den Bildhauern Slodtz und Vassé neu gestaltet. Um dessen Geltung zu erhöhen, entfernten die Domherren 1757 den Lettner und 1760 sechs Kirchenfenster. Dreißig Jahre später unter den Unruhen der Französischen Revolution wurden diese Neuerungen zerstört und das Mobiliar der Kirche aufgelöst. Seit Anfang des 19. Jahrhunderts wurden Renovierungsarbeiten unumgänglich. Die technischen Renovierungen der Skulpturen und Kirchenfenster erfolgten zwar einwandfrei, allerdings waren diese Arbeiten auch durch überflüssiges Hinzufügen von Zinnen und Brüstungen gekennzeichnet.
Seit 1992 ist die Kathedrale UNESCO-Weltkulturerbe. Seit 1998 wird sie auch als Teil Weltkulturerbe „Jakobsweg in Frankreich“ (Via Lemovicensis) aufgeführt.

### Krönungen
Die Kathedrale von Bourges spielte bei der Krönung von Königen eine besondere Rolle. Die Heirat 1137 von Ludwig VII. mit Eleonore von Aquitanien und die Scheidung 1151 erhoben die Stadt in eine wichtige strategische Position gegen Aquitanien und den englischen Einfluss. Ludwig VII. und sein Hof hielten sich sehr häufig in Bourges auf und hielten zu Weihnachten 1137 und 1145 in der Kathedrale zwei Krönungszeremonien ab. Er verlieh dem Domkapitel von Saint-Etienne urkundlich zugesicherte Privilegien. Diese Urkunde wurde mit den Goldringen von Ludwig VII. und dem seines Sohnes und Nachfolgers Philipp II. August geschmückt und im Hauptaltar aufbewahrt. Dieses Dokument überdauerte die Zeit der Revolution jedoch nicht.
1418 war Kronprinz Karl, Sohn von Karl VI. gezwungen, Zuflucht in der Kathedrale von Bourges zu suchen. Mitte April 1422 heiratete er Maria von Anjou in der Kathedrale Saint-Etienne, am 5. Juli 1423 wurde sein Kind Kronprinz Louis (später: Ludwig XI.) getauft und schließlich wurde er am 1. November 1424 dort gekrönt. Die Engländer bezeichneten ihn als „König von Bourges“.

## Gestaltung

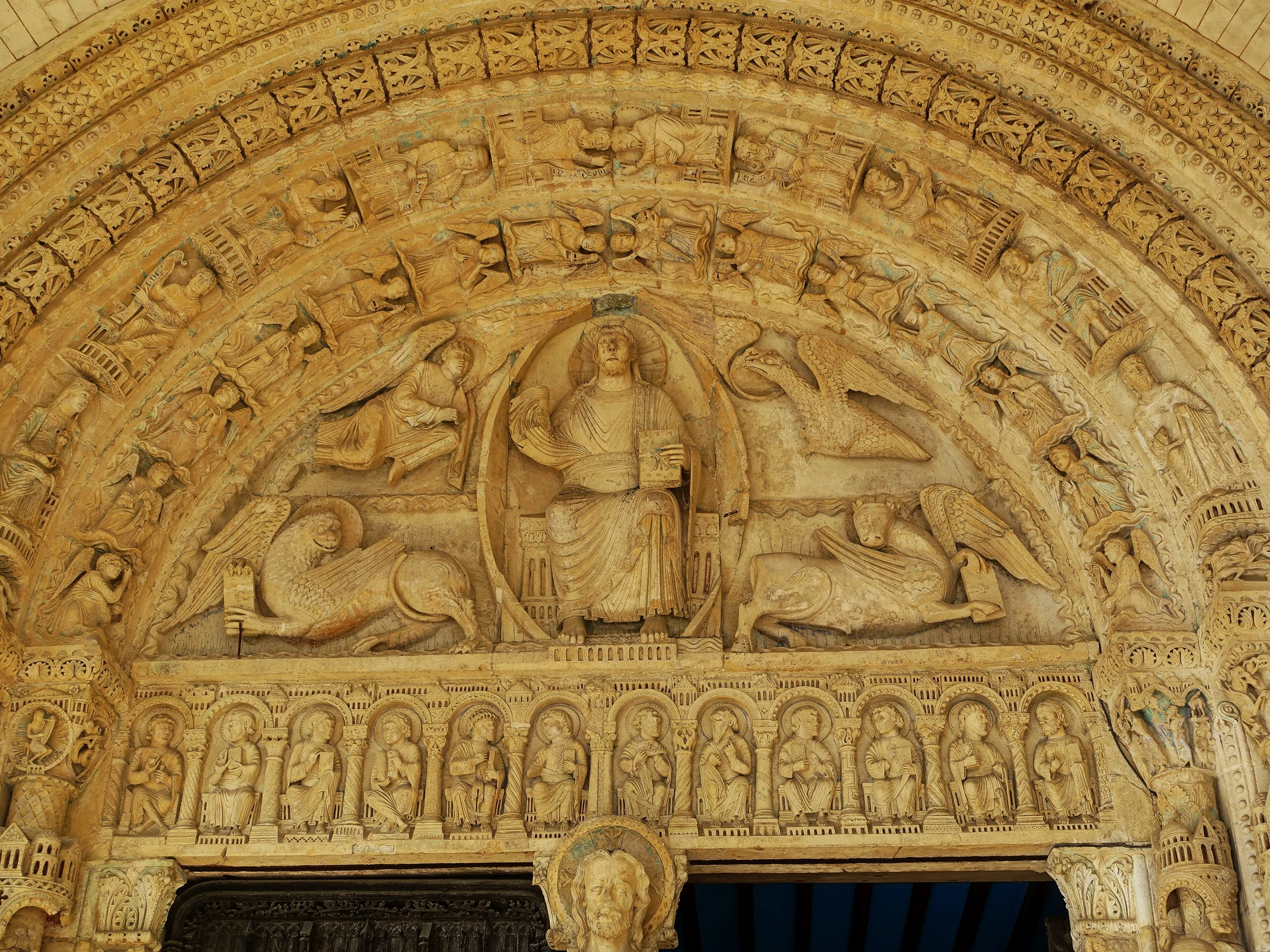
Tympanon des Südportals mit Christus in der Mandorla

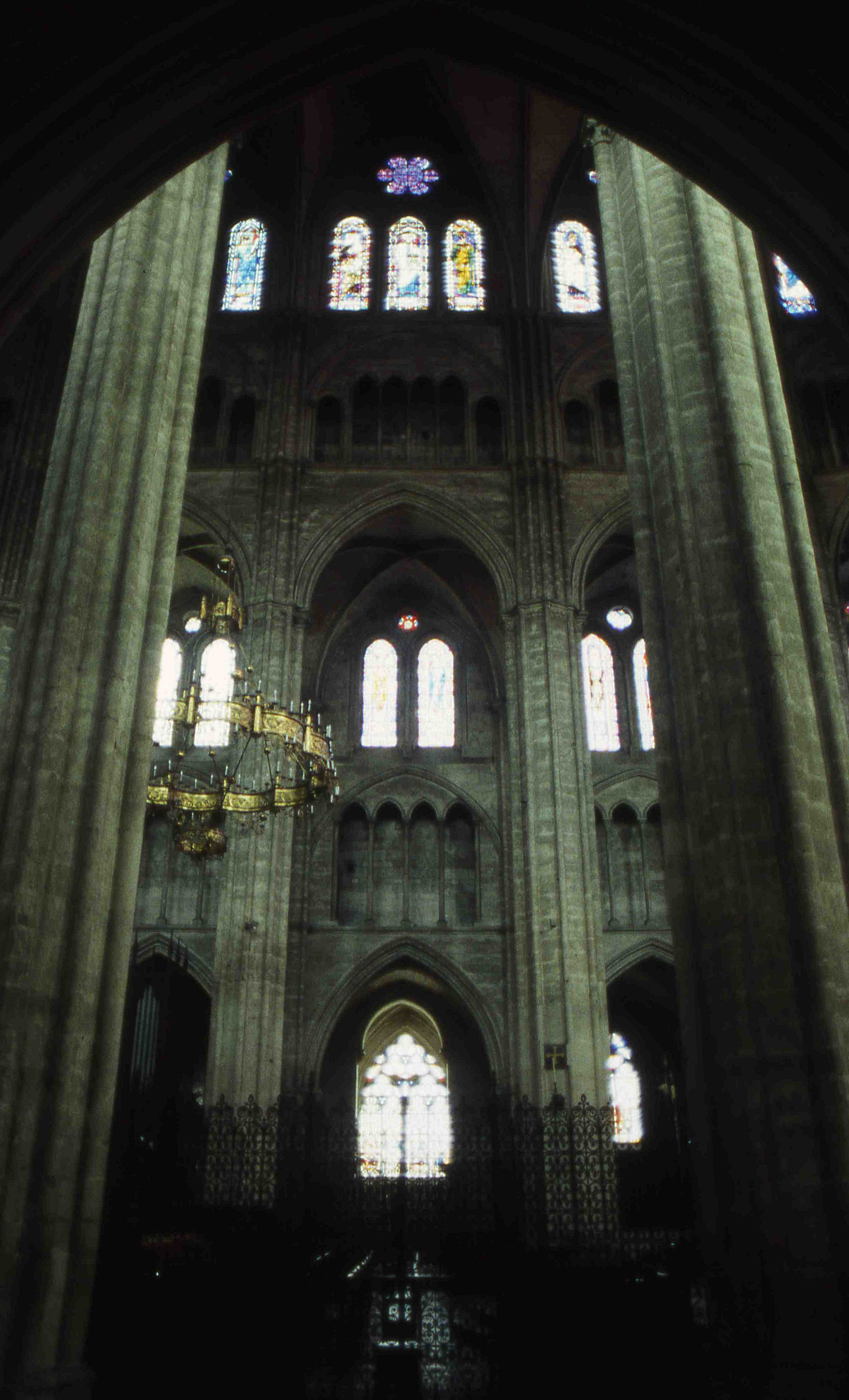
Langhaus innen, Wandaufbau

Aufgrund der relativ kurzen Bauzeit gilt die Kathedrale als ungewöhnlich homogen. In vielen Punkten beschritt der Architekt der Kathedrale von Bourges ganz neue, unkonventionelle Wege.
Zunächst fällt eine durchgehend fünfschiffige Gestaltung unter Verzicht auf Querschiffe auf. Daraus ergibt sich ein gleichförmiger Außenbau und ein nicht unterteilter Innenraum. Die eigentliche Besonderheit ist eine Staffelung der Seitenschiffe, wobei sich der dreiteilige Wandaufbau des Mittelschiffs prinzipiell im inneren Seitenschiff 16 Meter tiefer wiederholt. Lediglich das äußere, mit 9 Metern recht niedrige Seitenschiff ist mit einem Lanzettfenster schlichter gehalten. Des Weiteren ist das innere Seitenschiff – obwohl 12 Meter höher – dennoch schmaler als das äußere.
Dieser Aufbau bewirkt nun einerseits eine besondere Helligkeit. Sie entsteht durch die Fenster in „mittlerer“ Höhe, die eine größere horizontale Entfernung von der Mittelachse aufweisen, als das im Mittelschiff der Fall wäre. Andererseits entsteht in Bourges ein ganz eigenes Raumgefühl, die inneren Seitenschiffe sind ständig präsentes Volumen hinter dem Raum des Mittelschiffs. Insgesamt wirkt der Innenraum weiter, luftiger, aber auch vielschaliger, rekursiver, als das bei den viel verbreiteteren klassischen Basilika-Typen wie dem in der gleichen Zeit erbauten Chartres der Fall ist.
Auffallend ist auch die Verwendung von „altmodischen“ sechsteiligen Gewölben im Mittelschiff. Eine weitere Neuheit in diesem Zusammenhang sind durchgehende Dienste, ein Kapitell ist allenfalls angedeutet. Kunsthistoriker sehen darin eine Steigerung in Richtung gezeigter Konstruktivität. In dieser Konsequenz finden wir das erst in Bauten der nächsten Generation wie Troyes, Straßburg oder dem Ausbau der Basilika Saint-Denis wieder, bis es schließlich Usus wird (Köln, Wien etc.).
Am äußeren Körper des Baus fällt das fast zierlich zu nennende Strebewerk auf, das gut den Blick auf den eigentlichen Kathedralenkörper freigibt. Die inneren und äußeren Seitenschiffe zeigen neben den Fenstern sogenannte Blendarkaden, um die entstehenden Flächen aufzulockern.

### Westfassade

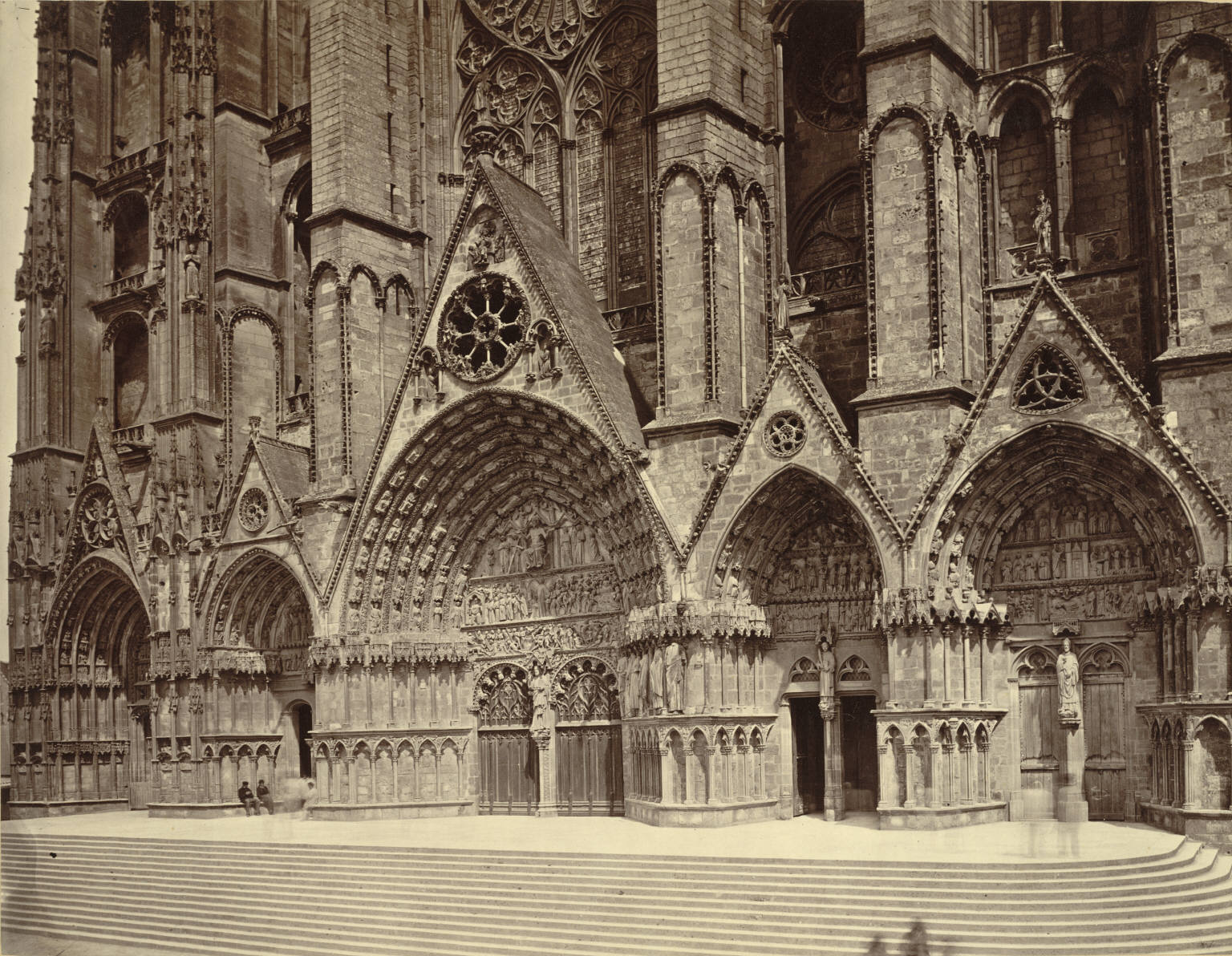
Eingang (Westseite)

Die Westfassade weist mit ihren fünf Toren deutlich auf die Fünfschiffigkeit dahinter hin und unterscheidet sich damit erheblich von der Pariser Lösung, wo die fünf Schiffe durch eine Dreiteiligkeit der Fassade verheimlicht werden. Allerdings wirkt die Fassade durch die ursprünglich fehlenden Mittel zur Fertigstellung, spätere Korrekturen, Fertigstellungsversuche und Zerstörungen verschiedener Art recht inhomogen und ist durch die städtische Verbauung schwer überschaubar.
Die fünf Portale sind von rechts nach links dem Ursinus von Bourges, dem Heiligen Etienne, dem Jüngsten Gericht, der Jungfrau Maria und dem Heiligen Guillaume gewidmet. Das mittlere Portal ist am größten und am reichsten verziert. Sein Tympanon und Archivolte stellt entsprechend der Widmung des Portals das Jüngste Gericht dar. Die Darstellung ist in drei Teile gegliedert: in der untersten Zeile stehen Tote auf, die ihre Grabplatten anheben, um in nackter und wiedergefundener Jugend wieder aufzustehen. Darüber wird der Erzengel Michael gezeigt, der die Auserwählten von den Verdammten trennt. Zuoberst überragt Jesus als Richter und Opfer zugleich die Szenerie. Er zeigt seine Wunden und wird von zwei die Leidenswerkzeuge tragenden Engeln gestützt.

### Krypta
Die Kathedrale von Bourges hat eine für gotische Bauten höchst untypische Krypta, die sich daraus erklärt, dass die stattlichen Dimensionen des Baus über die ursprünglichen Stadtgrenzen hinaus über die ehemalige römische Stadtmauer gehen. Dadurch musste ein Höhenunterschied von mehreren Metern durch Unterfangen mit Mauerwerk bewältigt werden.

### Maße
- Länge außen: 125 m
- Länge innen: 118 m

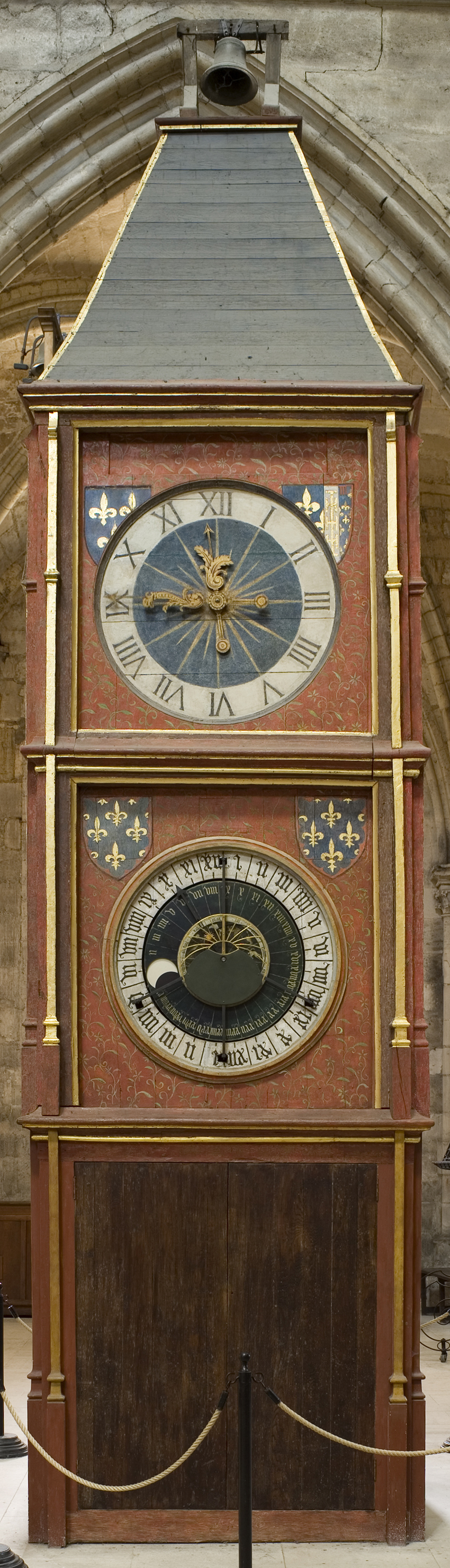
Astronomische Uhr

- Außenbreite des Langhauses: 45 m (innen 41 Meter)
  - Breite des Westportals: 55 m, mit Strebepfeiler: 73,45 m[6]
- Höhe des Nordturms: 65 m
- Höhe des Kirchenschiffes einschließlich des Walmdaches: 55 m
- Gewölbehöhen der Schiffe: 38, 18 und 9 m[7]
- Grundfläche: 5900 m2

## Ausstattung
Ursprünglich besaß die Kathedrale ein reichhaltiges Mobiliar, das während der Französischen Revolution zum großen Teil zerstört oder gestohlen wurde. Zerstört wurde auch das Grabmal des Herzogs von Berry, errichtet unter anderem von Jean de Cambrai (um 1355–1438); neben der Liegefigur des Herzogs blieben nur einige der heute bekannten 25 Figuren der Trauernden erhalten. Zwei betenden Figuren des Herzogs und seiner zweiten Frau Jeanne d’Auvergne, ebenfalls Cambrai zugeschrieben und ursprünglich aufgestellt in der Grabkapelle des Palastes von Bourges, wurden während der Revolution die Köpfe abgeschlagen, die später nach Zeichnungen von Hans Holbein d. J. nachgebildet wurden.
In der Unterkirche/Krypta (église basse):

### Astronomische Standuhr
Die Kathedrale von Bourges enthält die älteste astronomische Pendeluhr Frankreichs. Sie ist auf das Jahr 1424 datiert und geht auf den Domherrn und Mathematiker Jean Fusoris und den Maler Jean d’Orléans zurück. Das Zifferblatt hat eine detaillierte Sternkarte und ein Glockengeläut spielt die ersten Noten des Salve Regina. Der Mechanismus ist in seinem ursprünglichen Zustand erhalten. Die Uhr wurde 1994 restauriert.

### Orgel
Die erste Orgel wurde Ende des 15. Jahrhunderts erbaut. Das heutige Instrument wurde nach einem Entwurf von Marie-Claire Alain in den Jahren 1971 bis 1985 geplant und durch den Orgelbauer Alfred Kern & fils erbaut. Das Instrument hat 51 Register auf vier Manualen und Pedal. Die Trakturen sind mechanisch.
| I Grand Orgue C–g3 |                      |         |
| 1.                 | Montre               | 16′     |
| 2.                 | Montre               | 08′     |
| 3.                 | Dessus de Flûte      | 08′     |
| 4.                 | Bourdon              | 08′     |
| 5.                 | Prestant             | 04′     |
| 6.                 | Flûte à Fuseau       | 04′     |
| 7.                 | Grosse Tierce        | 03 1⁄5′ |
| 8.                 | Nasard               | 02 ⁄3′  |
| 9.                 | Quarte               | 02′     |
| 10.                | Tierce               | 01 3⁄5′ |
| 11.                | Flageolet            | 01′     |
| 12.                | Fourniture V         |         |
| 13.                | Cymbale IV           |         |
| 14.                | Grand Cornet V       |         |
| 15.                | 1re Trompette        | 08′     |
| 16.                | 2e Trompette         | 08′     |
| 17.                | Clairon              | 04′     |
| 18.                | Trompette en ch. (D) | 08′     |

| II Positif C–g3 |                 |         |
| 19.             | Bourdon         | 08′     |
| 20.             | Prestant        | 04′     |
| 21.             | Doublette       | 02′     |
| 22.             | Nazard          | 02 ⁄3′  |
| 23.             | Tierce          | 01 3⁄5′ |
| 24.             | Larigot         | 01 ⁄3′  |
| 25.             | Fourniture IV 0 |         |
| 26.             | Cymbale III     |         |
| 27.             | Trompette       | 08′     |
| 28.             | Trompette       | 04′     |
| 29.             | Cromorne        | 08′     |
|                 | Tremblant       |         |

| III Recit expressif C–g3 |                    |    |
| 30.                      | Gambe              | 8′ |
| 31.                      | Voix Céleste       | 8′ |
| 32.                      | Flûte harmonique 0 | 8′ |
| 33.                      | Flûte octaviante   | 4′ |
| 34.                      | Ocatvin            | 2′ |
| 35.                      | Cornet V           |    |
| 36.                      | Trompette          | 8′ |
| 37.                      | Basson-Hautbois    | 8′ |
| 38.                      | Voix humaine       | 8′ |
| 39.                      | Clairon            | 4′ |
|                          | Tremblant          |    |

| IV Echo c1–g3 |             |    |
| 40.           | Cornet V    |    |
| 41.           | Trompette 0 | 8′ |

| Pédale C–f1 |                 |         |
| 42.         | Flûte           | 16′     |
| 43.         | Flûte           | 08′     |
| 44.         | Gros Nasard     | 05 1⁄3′ |
| 45.         | Flûte           | 04′     |
| 46.         | Grosse Tierce 0 | 03 1⁄5′ |
| 47.         | Flûte           | 02′     |
| 48.         | Fourniture IV   |         |
| 49.         | Bombarde        | 16′     |
| 50.         | Trompette       | 08′     |
| 51.         | Clairon         | 04′     |

## Wahrnehmung in der Kunst

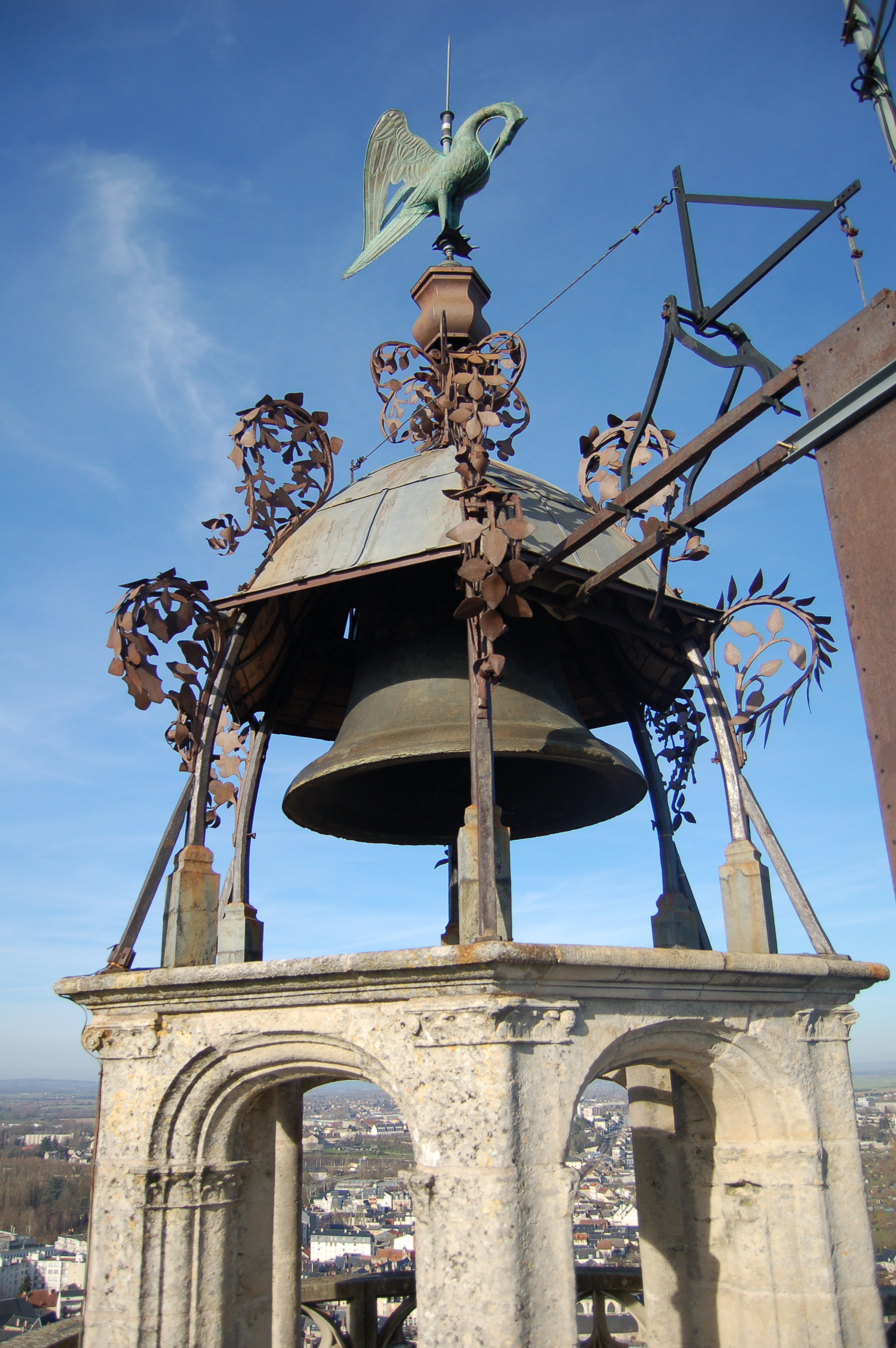
Glocke von Jean de Valois, duc de Berry auf dem Nordturm

Gemeinsam mit der in der gleichen Zeit errichteten Kathedrale Notre-Dame de Chartres steht Bourges am Beginn der sogenannten Hochgotik. Neben dieser und Notre-Dame de Paris ist es der dritte gotische Bau mit derartigen Ausmaßen, die damit aber langsam zum Normalfall wurden. Obwohl Bourges architektonisch mindestens so fortschrittlich war wie Chartres, erreichte die Kathedrale bei Weitem nicht deren Stilprägung. Allenfalls sind die Bauten in Le Mans, Coutances, Toledo und Burgos als beeinflusst zu nennen. Ferner wurde öfter eine Wirkung auf die Gestaltung von Amiens und Beauvais genannt.
Die französische Schriftstellerin Marie d’Agoult beschrieb 1837 die Kathedrale von Bourges folgendermaßen:
„Die Kathedrale von Bourges ist das perfekteste gotische Bauwerk, das ich kenne. Beim Betreten der Kirche wurde ich von Ehrfurcht erfasst und von einem Gefühl der Unendlichkeit ergriffen.“
Aber auch weitere romantische Schriftsteller Frankreichs äußerten sich in bewundernden Beschreibungen über die Kathedrale. Dazu zählen: Victor Hugo und George Sand 1831, Stendhal 1837 oder Alphonse de Lamartine 1849.

## Glocken
Die größte Glocke der Kathedrale, der große Bourdon Gros Guillaume, wiegt 6080 kg und ersetzt eine Glocke (Etienne) aus dem Jahr 1829, die damals bei der Mitternachtsmesse zu Weihnachten 1838 beschädigt wurde. Um zu verhindern, dass sich dieses Ereignis wiederholt, wird sie nur zu den Hochfesten benutzt. Die Glocke von 1372 ist die älteste Glocke der Kathedrale und befindet sich auf der Spitze des Nordturms. In verkürzter Rippe gegossen, ist sie die Uhrschlagglocke.
| Nr. | Name                  | Gussjahr  | Gießer           | Durchmesser (mm) | Masse (kg) | Schlagton |
| 1   | Gros Guillaume        | nach 1838 |                  | 2130             | 6080       | f0        |
| 2   | Henri und Zita        | 1933      | Paccard          | 1800             | 3471       | a0        |
| 3   | Marie-Therèse         | 1828      | Isidore Cornevin | 1500             | 1830       | c1        |
| 4   | Daniel und Mathilde   | 1933      | Paccard          | 1350             | 1463       | d1        |
| 5   | Célestine und Martine | 1933      | Paccard          | 1120             | 846        | f1        |
| 6   | Louise                | 1933      | Paccard          | 1000             | 613        | g1        |
| I   | Duc Jean Berry        | 1372      |                  |                  |            |           |